# Landyš serebristyj
Landyš serebristyj (Ландыш серебристый) è un film del 2000 diretto da Tigran Keosajan.

## Trama
Il film racconta di una giovane ragazza di nome Zoja, che sogna di diventare una star e incontra due produttori che, secondo lei, l'aiuteranno in questo.